# Communauté de communes de l’Hesdinois
Die Communauté de communes de l’Hesdinois ist ein ehemaliger französischer Gemeindeverband (Communauté de communes) im Département Pas-de-Calais und der Region Nord-Pas-de-Calais. Er wurde am 27. Dezember 2001 gegründet. 2014 fusionierte der Gemeindeverband mit der Communauté de communes du Val de Canche et d’Authie und der Communauté de communes de Canche Ternoise und bildete damit die Communauté de communes des Sept Vallées.

## Mitglieder
1. Aubin-Saint-Vaast
2. Auchy-lès-Hesdin
3. Bouin-Plumoison
4. Brévillers
5. Capelle-lès-Hesdin
6. Caumont
7. Cavron-Saint-Martin
8. Chériennes
9. Contes
10. Grigny
11. Guigny
12. Guisy
13. Hesdin
14. Huby-Saint-Leu
15. La Loge
16. Labroye
17. Le Parcq
18. Le Quesnoy-en-Artois
19. Marconne
20. Marconnelle
21. Mouriez
22. Raye-sur-Authie
23. Regnauville
24. Sainte-Austreberthe
25. Tortefontaine
26. Wambercourt
27. Wamin

## Quelle
- Le SPLAF - (Website zur Bevölkerung und Verwaltungsgrenzen in Frankreich (frz.))